# Dorcadion decipiens
Dorcadion decipiens är en skalbaggsart som beskrevs av Ernst Friedrich Germar 1824. Dorcadion decipiens ingår i släktet Dorcadion och familjen långhorningar.
Artens utbredningsområde är Ukraina. Inga underarter finns listade i Catalogue of Life.